# Phile (politiker)
Phile, cirka 50 f.Kr., var en antik grekisk politiker. Hon är den första dokumenterade kvinnliga domaren och ämbetsinnehavaren/borgmästaren i staden Priene. 
Phile var dotter till en man vid namn Apollonius och svärdotter till Polydectes genom giftermålet med Thessalus. Hon ägde en förmögenhet och var känd som stadens välgörare: enligt ett offentligt dokument från århundradet f.Kr. konstruerade hon för egna pengar stadens vattenreservoar och akvedukt.